# Маја Милош
Маја Милош (Београд, 16. мај 1983) српска је филмска редитељка и сценаристкиња. Највећи успех је постигла филмом Клип. Дипломирала је филмски менаџмент 2008. на Универзитету уметности у Београду. Током студија, режирала је једанаест филмова, укључујући Интервал. Клип је њен први дугометражни филм, који је освојио награду Међународног филмског фестивала у Ротердаму.